# Liuben (Film)
Liuben (bulgarisch Любен) ist ein Filmdrama von Wenzi Kostow. In seinem Spielfilmdebüt erzählt er von einem 27-Jährigen, der für die Beerdigung sines Großvaters in sein Heimatdorf in Bulgarien zurückkehrt und sich hier in einen 18-jährigen Rom verliebt. Der Liebesfilm kam Anfang Juni 2023 in die spanischen Kinos.

## Handlung
Der 27-jährige Víctor lebt offen schwul zusammen mit seinem Freund José in Madrid. José könnte sein Vater sein, und Víctor betrügt ihn  regelmäßig mit jüngeren Männern. Als Víctors Großvater stirbt, kehrt er für die Beerdigung in sein Heimatdorf in Bulgarien zurück und verbringt dort gleich den ganzen Sommer. Seitdem er vor 12 Jahren mit seiner Mutter nach Spanien ausgewandert ist, war er nicht mehr dort. Sein Vater Kalojan lebt noch immer in dem Dorf.
Victor verliebt sich in den 18-jährigen Rom Liuben, der sich mit Gelegenheitsjobs durchschlägt und gerade mit seiner Sippe in dem Dorf aufhält. Liuben wird bald Vater und träumt davon, eines Tages in Deutschland einen Friseursalon zu eröffnen.

## Produktion

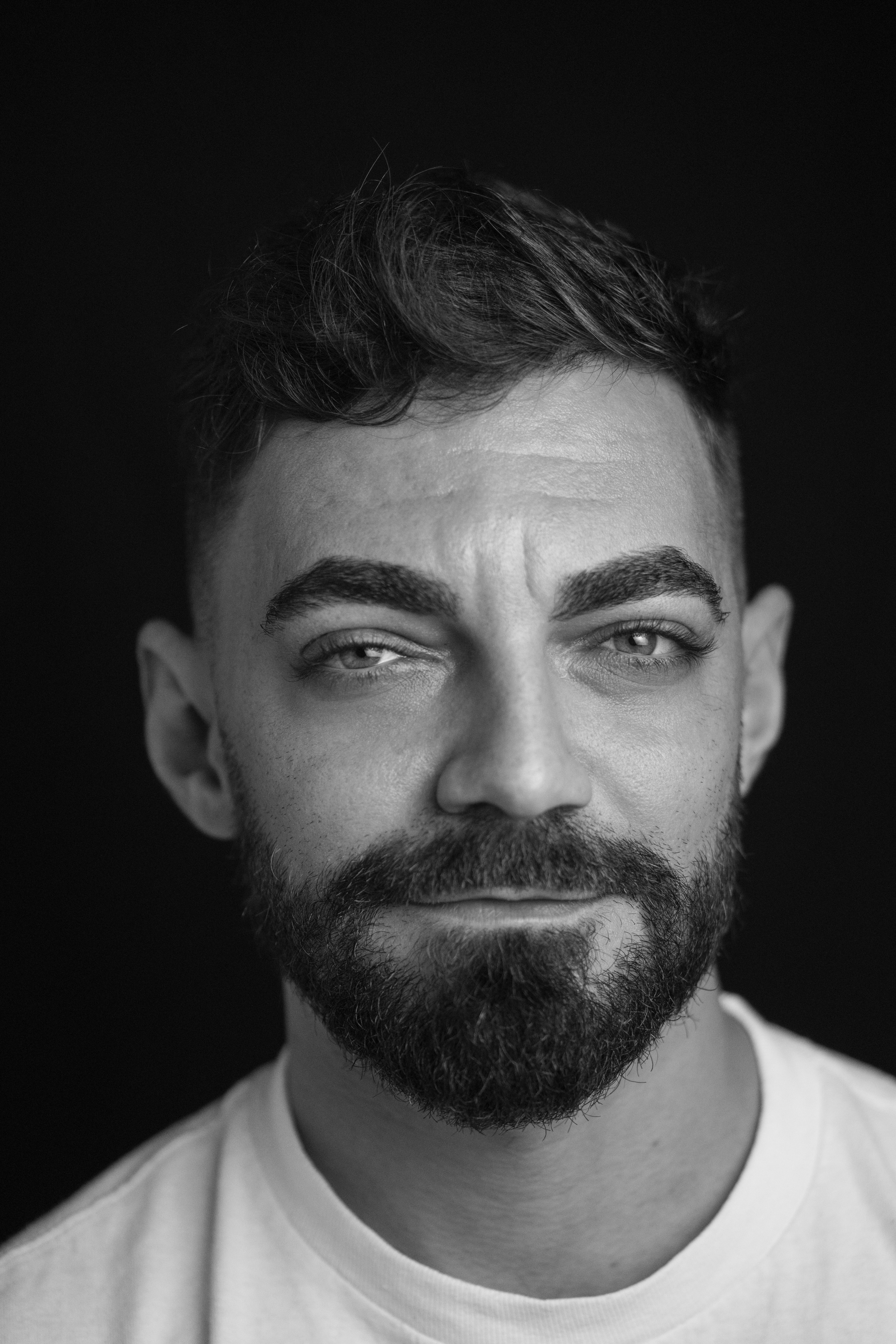
Regisseur Wenzi Kostow

Regie führte Wenzi Kostow, der auch das Drehbuch schrieb. Liuben gilt als  der erste bulgarische LGBTIQ*-Film.
Boschidar Jankow Assenow und Dimitar Nikolow spielen in den Hauptrollen Liuben und Victor. Dimitar Banenkin ist in der Rolle von Victors Vater Kaloyán zu sehen. Nadjara Dimtschewa spielt Liubens hochschwangere Freundin Iliyana und Ramón Esquinas Victors in Madrid lebenden Partner José.
Die Filmmusik komponierte Sergio de la Puente, der zuletzt für das Filmdrama La Pécera von Glorimar Marrero Sánchez tätig war.
Der Film kam am 6. Juni 2023 in die spanischen Kinos. Der Kinostart in Deutschland erfolgte am 28. März 2024. Im April 2024 wurde er beim Sunny Bunny Filmfestival gezeigt.

## Auszeichnungen
Ljubljana LGBT Film Festival 2023
- Auszeichnung als Bester Film mit dem Pink Dragon Award (Wenzi Kostow)[5]

Sunny Bunny LGBTQIA+ Film Festival 2024
- Nominierung für den Publikumspreis (Wenzi Kostow)[3]

## Kritik
Das Lexikon des internationalen Films vergab drei von fünf Sternen und  merkte an, dass der Film „durch die frische Inszenierung und das subtile Zusammenspiel der Hauptfiguren“ besteche.